# Комментарии Vorbis
Комментарии Vorbis — это контейнер для метаданных, используемый в форматах аудиофайлов Vorbis, FLAC, и Speex. Он позволяет добавить к самому файлу такую информацию о файле, как заголовок, исполнитель, альбом, номер трека и др. Тем не менее, как отмечает официальная документация Ogg Vorbis:
[Заголовок комментария] предназначен для коротких, текстовых комментариев, не для произвольных метаданных; произвольные метаданные предназначены для отдельного логического битового потока (обычно потока XML), который обеспечивает лучшую структуру и  пригодность для машинного анализа.

## Формат
Тег Vorbis — это список полей в формате ИмяПоля=Данные. Имя поля может состоять из печатаемых ASCII символов, 0x20 (пробел) — 0x7D («}»), исключая 0x3D («=») и 0x7E («~»). Оно не чувствительно к регистру, так что artist и ARTIST — одно и то же поле. Количество полей и их длина ограничены величиной 4 294 967 295 (максимальное значение 32-битного целого), но большинство приложений для редактирования тегов налагают более строгие ограничения.
Данные кодируются в UTF-8, так что любая строка Unicode может быть использована как значение.
Разрешены любые имена тегов, и не существует формата для значения данных. Это отлично от весьма структурированного формата ID3, используемого для файлов MP3. Разрешено также использовать имена полей более чем однажды. Эта возможность используется для поддержки множественных значений, например два поля artist=... для перечисления обоих исполнителей одной композиции.
Спецификация дает несколько образцов имен тегов, таких как title (Заголовок) и tracknumber (НомерТрека). Большинство приложений также поддерживает распространённые de facto стандарты, такие как discnumber (НомерДиска) и теги для информации Replay Gain.
В комментариях Vorbis не предусмотрено хранение двоичных данных. Это сделано намеренно — комментарии предназначены для использования как часть формата контейнера, такого как Ogg, и любые дополнительные двоичные данные следует кодировать напрямую в контейнер.